# Štefan Daňo
Štefan Daňo (* 20. června 1944) je bývalý slovenský fotbalový útočník.

## Fotbalová kariéra
V československé lize hrál za Lokomotívu Košice. Dal 6 ligových gólů.

## Ligová bilance
| Ročník                                   | Zápasy | Góly | Minuty | Klub              |
| ---------------------------------------- | ------ | ---- | ------ | ----------------- |
| 1. československá fotbalová liga 1965/66 | 13     | 2    | 1 170  | Lokomotíva Košice |
| 1. československá fotbalová liga 1966/67 | 25     | 4    | 2 219  | Lokomotíva Košice |
| 1. československá fotbalová liga 1967/68 | 6      | 0    | 437    | Lokomotíva Košice |
| CELKEM I. ČS. LIGA                       | 44     | 6    | 3 826  |                   |